# Rosmarie Poldrack
Rosmarie Poldrack (* 1955 in Nerchau bei Leipzig) ist Ärztin. Sie engagiert sich für Umweltthemen, insbesondere für alternative Energiekonzepte.

## Leben
Poldrack wuchs im größten Kohleanbaugebiet der DDR, im Raum Bitterfeld, auf. Die Relevanz von Umweltthemen spielten somit schon früh eine Rolle in ihrem Leben. Wegen ihres Engagements in der Jungen Gemeinde wurde ihr Medizinstudium in Leipzig verwehrt, daher studierte sie ab 1973 in Greifswald Medizin.
In ihrer kirchlichen Studentengemeinde war sie Vertrauensperson und gelangte durch Verbindungen nach Bonn und Düsseldorf an Literatur aus der BRD, die heimlich vervielfältigt wurde. 1979 beendete sie ihr Studium und arbeitete als Ärztin in Stralsund und Greifswald.
Seit der Katastrophe von Tschernobyl 1986 engagiert sich Poldrack im Kampf gegen das „Vorzeige“-Kernkraftwerk Lubmin. Im Frühjahr 1989 erfolgte dann die Gründung der Bürgerinitiative Kernenergie e.V. zur Förderung alternativer Energiekonzepte in Greifswald. Als Vorsitzende sprach sie sich für eine Abschaltung des KKW aus und später gegen die Einrichtung eines atomaren Zwischenlagers aus. 1990 wurde das Kernkraftwerk abgeschaltet, was ihr Zuspruch aber auch Ablehnung einbrachte.
In den darauf folgenden Jahren der Neunziger wurde Poldrack Mitglied im Kernenergiebeirat der Landesregierung Mecklenburg-Vorpommern, leitete Umweltprojekte und arbeitete in einem Regionalbüro für die Grüne Bundestagsfraktion. Mittlerweile arbeitet Poldrack wieder in ihrem Beruf, beteiligt sich aber weiterhin an der Anti-Atombewegung.
Für ihre Aktivitäten erhielt sie 1992 ein Umweltstipendium vom German Marshall Fund of the United States. Im Jahr 2000 wurde sie von der Hansestadt Greifswald für ihr ehrenamtliches Engagement geehrt.